# Kateryna Antonovytch
Kateryna Mykhaylivna Antonovytch (née Serebryakova, en ukrainien : Катерина Михайлівна Антонович Серебрякова ; née le 23 octobre 1884 à Kharkiv dans l'Empire russe et morte le 22 février 1975 à Winnipeg au Canada) était une artiste ukrainienne, professeure d'histoire de l'art. Elle était active dans les organisations féminines et communautaires ukrainiennes. Elle était la femme de Dmytro Antonovich, président du parti révolutionnaire ukrainien.

## Biographie
Kateryna Antonovytch est née en 1884 à Kharkiv. Elle a étudié à la Académie d'État de design et d'art de Kharkiv mais n'a pas obtenu son diplôme. Plus tard, elle est entrée dans le cours de sciences naturelles de la Première université médicale d'État Pavlov de Saint-Pétersbourg (en) (alors l'Institut médical pour les femmes) et a étudié pendant quatre ans. Intéressée par la politique ukrainienne dès son plus jeune âge, elle est devenue membre du Parti révolutionnaire ukrainien (RUP). Après son mariage avec Dmytro Antonovytch, Kateryna a déménagé à Kiev où elle a suivi les cours des peintres Vasyl Krychevsky (en) et Mykhaïlo Boïtchouk à l'Académie nationale des Beaux-arts et d'Architecture. Plus tard, elle a enseigné le dessin à l'Institut pédagogique de Rjychtchev et a illustré plusieurs livres pour enfants.
En 1923, avec sa famille (le mari et les enfants Marko, Mykhailo et Maryna Rudnytska) ont émigré à Prague, où elle a poursuivi sa formation artistique au Studio ukrainien des arts plastiques (connu sous le nom de Académie). En 1927, elle commence à travailler au Musée de la lutte pour l'indépendance de l'Ukraine à Prague. Elle y travailla jusqu'en 1944 et en février suivant, le musée fut bombardé par l'US Air Force qui pensait bombarder la ville allemande de Dresde. Elle a aidé à éditer le magazine pour enfants Nashym ditiam (Pour nos enfants) et a présidé le comité de l'orphelinat ukrainien pour enfants de Poděbrady de 1929 à 1939. Antonovytch a exposé ses œuvres d'art à Prague, Berlin et Rome.
Antonovytch a émigré au Canada pour rejoindre sa fille entre 1945 et 1949. En 1954, elle a ouvert sa propre école de dessin et de peinture à Winnipeg, au Manitoba et y a travaillé jusqu'à sa mort en 1975.

## Travail
Kateryna Antonovytch a travaillé dans divers médias, produisant des paysages à l'huile, des pastels, des aquarelles et des dessins. Elle a illustré des livres pour enfants, des manuels scolaires et des magazines. En tant que membre actif de plusieurs organisations universitaires, communautaires et féminines ukrainiennes, elle a contribué régulièrement à la presse ukrainienne.
En 1917, avec son mari Dmitro Antonovytch, elle a édité le magazine pour enfants Voloshky (Bleuet).
Elle a peint une série de portraits de personnalités culturelles, dont Bernard Berenson, Mykhaïlo Hrouchevsky, Mykola Sadovskyi et Taras Chevtchenko.
En 1954, elle crée un album de costumes folkloriques ukrainiens intitulé Ukrayinskyj narodnij odyah (Costume folklorique ukrainien) publié par l'Organisation des femmes ukrainiennes du Canada. L'album décrit le costume folklorique porté par les femmes ukrainiennes en Ukraine et à l'étranger. Antonovytch a illustré chaque partie du costume, inclus des échantillons de vêtements de l'ère cosaque et offert un bref résumé historique de la culture ukrainienne.
Elle a arrangé des illustrations pour le magazine Veselka (Arc-en-ciel) et édité des traductions de divers contes de fées. Le numéro de septembre 1955 de Veselka comprend ses illustrations pour le poème « Deux Soleils ». Dans l'article, Antonovytch est qualifiée de grand-mère et est remerciée pour son travail :

« Mme Antonovytch aime les enfants ukrainiens et nous, les enfants, remercions notre chère grand-mère pour ses illustrations et ses contes de fées. C'était très intéressant pour nous de découvrir le magazine Voloshky de notre enfance. Nous souhaitons à Mme Kateryna Antonovytch encore de nombreuses années de vie dans la santé et la joie ! »

Ses portraits et paysages ont été exposés au Canada et aux États-Unis.